# Sztuka przetrwania

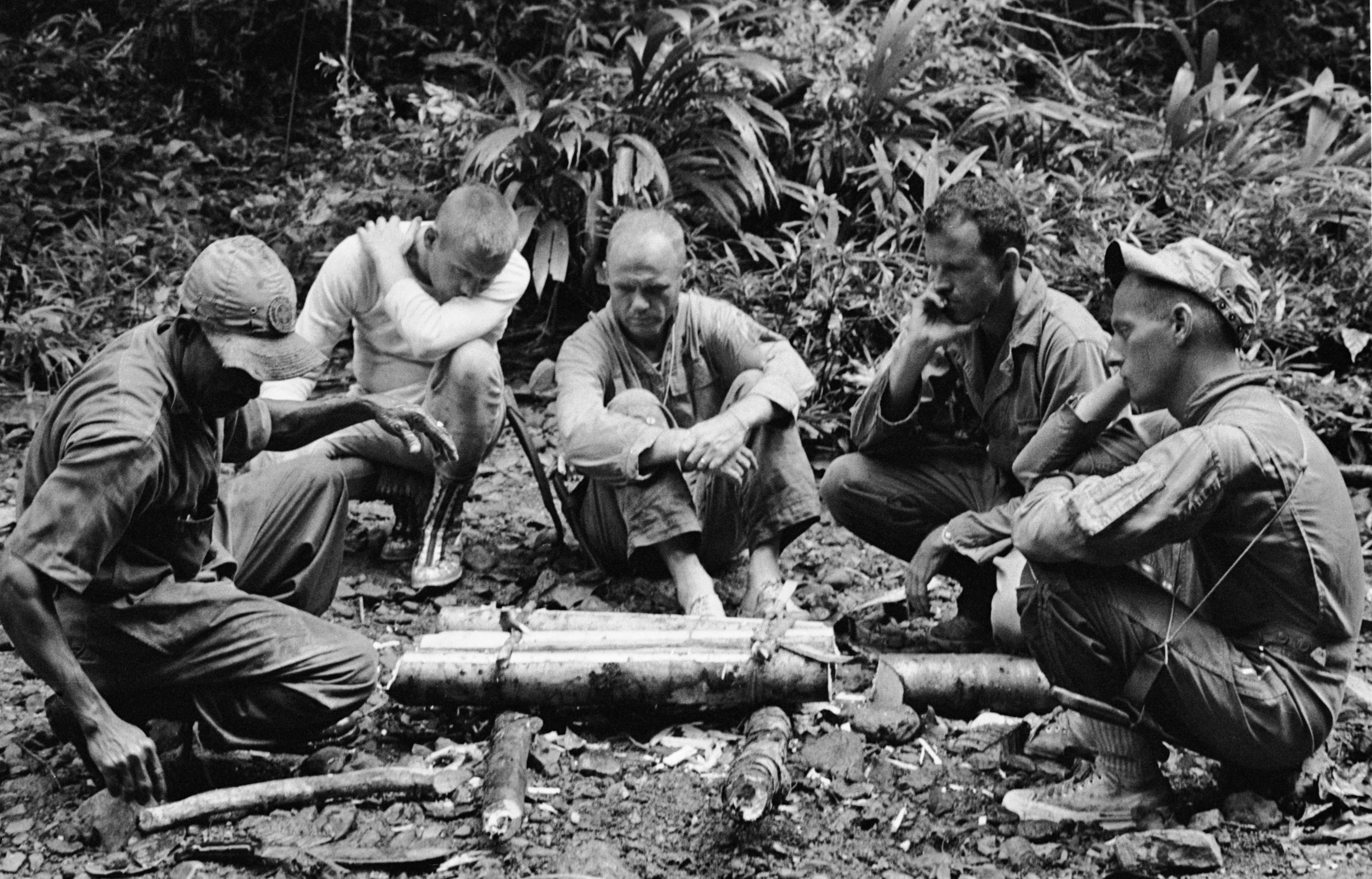
Amerykańscy astronauci (L–P: nieznany trener, Neil Armstrong, John Glenn, Gordon Cooper i Charles Conrad) uczestniczący w survivalowym treningu w Air Force Base w pobliżu Kanału Panamskiego (1963)

Sztuka przetrwania (inaczej: survival z ang. survival) – rodzaj aktywności człowieka skierowanej na gromadzenie wiedzy i umiejętności związanych z przetrwaniem w warunkach ekstremalnych.

## Rodzaje survivalu
Survival występuje w wielu odmianach, które można ukształtować dla własnych potrzeb. Ze względu na charakter aktywności surwiwalowej wyróżnia się zazwyczaj trzy główne odmiany: militarny, zielony i miejski. 
- survival militarny – celem jest, podobnie jak w wojsku, nabycie i utrzymanie umiejętności pozwalających na zachowanie sprawności i życia dla wykonania ustalonego zadania. Ten element decyduje o charakterze szkolenia. Mogą tu występować formy rekreacyjne, ale survival militarny może być traktowany jako faktyczne utrzymywanie wojskowej sprawności na wypadek działań wojennych.
- survival zielony – celem jest nabycie i utrzymanie umiejętności pozwalających na samowystarczalną egzystencję w warunkach przebywania poza cywilizacją. Istnieje tu duży związek z naturą. Ten rodzaj survivalu nastawiony jest silnie na rekreację, ale – w wersji rozwiniętej – przygotowuje też do działań w warunkach zagrożeń podczas klęsk żywiołowych, katastrof komunikacyjnych, itp.
- survival miejski – celem survivalu miejskiego jest działanie samowystarczalne w warunkach metropolii, a więc szukania możliwości przetrwania w zagęszczeniu uwarunkowań społecznych. Ten rodzaj survivalu stawia nacisk na doświadczanie własnych możliwości i elementy poznawcze.

## Sztuka przetrwania jako forma turystyki i rekreacji
Survival jest jedną z form turystyki i rekreacji, a więc rodzajami działalności ludzkiej, których rozróżnienie bywa dość trudne. Literatura dotycząca sfery turystyczno-rekreacyjnej uznaje survival za rodzaj aktywności przygodowej i w związku z tym umiejscawia go wśród form plenerowej rekreacji przygodowej, turystyki przygodowej lub turystyki kwalifikowanej. Jak uważa dr Przemysław Płoskonka, autor publikacji i badań z zakresu sztuki przetrwania, współcześnie survival jest złożoną formą rekreacji i turystyki, realizowaną w wielu różnorodnych modelach. Istnieje powszechna, niezbyt trafna tendencja do tego, by każdy rodzaj rozrywki ruchowej związany z ryzykiem, wymagający improwizacji i niosący ze sobą duży ładunek emocji nazywać survivalem. Autor definiuje survival w ramach działalności turystyczno-rekreacyjnej jako formę spędzania czasu wolnego w plenerze, mającą na celu przeżycie przygody połączonej ze zdobywaniem wiedzy i ćwiczeniem umiejętności związanych z przetrwaniem w warunkach opresyjnych, w tym szczególnie w środowisku naturalnym. Istotą tej aktywności jest uzyskanie niezależności od czynników zewnętrznych (cywilizacyjnych) oraz poszukiwanie dróg radzenia sobie z własnymi słabościami.

## Sztuka przetrwania jako samodoskonalenie
Jeden z czołowych survivalowców w Polsce, Krzysztof J. Kwiatkowski, autor pierwszej polskiej książki poświęconej survivalowi: „Survival po polsku” (pierwsze wyd. 1996), przeciwstawia okazjonalnemu survivalowi rekreacyjnemu specyficzną formę samodoskonalenia ustawicznego, wyzwalającego własną aktywność (rozumianą jako „niebycie bezradnym”), kształcącego „orientację w rzeczywistości”. Nazywa tę postawę „survival jako modus vivendi – sposób życia”. W jego opisie survival jest multidyscyplinarny: łączy podstawową wiedzę z psychologii, fizjologii, medycyny i ratownictwa, botaniki, fizyki i chemii, geografii, meteorologii, traperki, itp. Dotyczy w tym samym stopniu przetrwania na odludziu w górach lub w lesie, jak i trzęsienia ziemi, wichury, pożaru czy powodzi, a także uniknięcia skutków ludzkiej agresji czy autodestrukcji (depresji, nałogów itp.). Gromadzona wiedza, doskonalona w indywidualnych bądź grupowych ćwiczeniach, ma prowadzić do ogólnej sprawności psychofizycznej, której specyfikę Kwiatkowski nazywa „stałą gotowością do ratownictwa”.
W lipcu 2008 odbyła się pierwsza w Polsce konferencja naukowa poświęcona survivalowi, zorganizowana przez Wyższą Szkołę Zawodową w Białej Podlaskiej przy współudziale AWF z Warszawy i Krakowa. W wyniku prowadzonych rozważań została wydana praca zbiorowa – pierwsze polskie naukowe opracowanie na temat survivalu.
Jedną z istotnych postaci propagujących w praktyce survival jest Ryszard Franciszek Makowski, który wprowadzał jego elementy do pracy z trudną młodzieżą, kiedy był dyrektorem zakładu poprawczego w Laskowcu. Niezależnie od niego survival w resocjalizacji stosował z powodzeniem Krzysztof J. Kwiatkowski. Survival stosowany w resocjalizacji jest jedną z bardziej skutecznych metod oddziaływania na wychowanków.

## Źródła i instytucjonalne formy sztuki przetrwania
W formie znanej jako „sposób przetrwania” surwiwal istnieje od drugiej połowy XX wieku w związku z rozwojem militarnych szkoleń w okresie wojny w Korei. Duże straty wśród pilotów amerykańskich zestrzelonych nad terytorium wroga wymusiły przygotowywanie żołnierzy do przetrwania w nieprzyjaznych warunkach. Istotnym wkładem w rozwój sztuki przetrwania były działania generała Stanisława Sosabowskiego, który zalecił swoim żołnierzom stworzenie szkolenia będącego przygotowaniem skoczków spadochronowym do skutecznego operowania w trudnych warunkach. Żołnierze nazywali kurs tego rodzaju „kursem korzonkowym”. O tym kursie wspomina Kwiatkowski w swojej książce Survival po polsku III, przy czym istotne jest to, że jego krewniak, por. Leonard Łysz, był w 1. Samodzielnej Brygadzie Spadochronowej instruktorem szkolącym „cichociemnych”, zaś ojciec, Sławomir Kwiatkowski, był podchorążym walczącym w Oosterbeek (Holandia), który otrzymał krzyż walecznych za postawę w Bitwie pod Arnhem (zob. Sławomir Kwiatkowski, Operacja Market-Garden, 2022, ISBN 978-83-9665-19-0-7). 
Mimo że powszechnie uważa się surwiwal za dziedzinę militarną, korzenie sztuki przetrwania znajdują się w prehistorii, u tzw. „dzikich ludów” oraz w życiu codziennym wsi. Surwiwal jest bliski skautingowi, woodcraftowi, harcerstwu. Surwiwal z zamysłu ma być metodą przeciwdziałającą i korygującą naruszoną równowagę między naturą a cywilizacją.

### Szkoły przetrwania
Szkoła przetrwania to zorganizowana forma surwiwalu, z podziałem na adeptów i instruktorów, w której celem jest nabycie lub doskonalenie posiadanych przez adeptów umiejętności, w warunkach wcześniej zaplanowanych, z wykorzystaniem specyficznej „surwiwalowej metodologii”. Pierwszą w Europie szkołę przetrwania założył Jacek Pałkiewicz w Bassano del Grappa. Ten rodzaj działalności jest naśladowany przez firmy turystyczne oraz zajmujące się teamworkingiem, co jednak zdecydowanie zmierza w stronę form rekreacyjno-integracyjnych, z pominięciem elementów kompetencyjnych. Tego rodzaju działania są dla uczestników zazwyczaj formą jednorazową i doraźną – w przeciwieństwie do zakładanego wieloletniego doskonalenia surwiwalowego.
W 2010 roku zawiązało się Stowarzyszenie Polska Szkoła Surwiwalu mające ogólnopolski charakter. Jego zadaniem jest m.in. popularyzacja survivalu i krzewienie wiedzy przetrwaniowej, organizowanie imprez i szkoleń, ale także działania na polu nauki.

### Sztuka przetrwania w mediach
W Europie do aktywnych organizatorów i propagatorów sztuki przetrwania należą m.in. Raymond Mears i Bear Grylls, których programy dotyczące przetrwania w trudnych warunkach regularnie pokazywane są w telewizji w Discovery Channel. Pierwszy z nich reprezentuje leśny styl surwiwalu, drugi nawiązuje do stylu militarnego i podróżniczego (w postaci show). Cenne dla miłośników sztuki przetrwania są też programy telewizyjne Survivorman (w polskiej wersji językowej – Człowiek, który przetrwa wszystko) realizowane przez Lesa Strouda. W każdym odcinku, z bardzo skromnym, zwykle nietypowym wyposażeniem – przez siedem dni – samotnie radzi sobie w warunkach ekstremalnych. Unikalne w programach Strouda jest to, że obywa się bez ekipy filmowej. Ma w ekwipunku kilka małych kamer wideo, którymi sam dokumentuje swoje poczynania. Przebywanie w pojedynkę na trudnych klimatycznie i/lub terenowo, odludnych obszarach jest związane z realnym ryzykiem dla Strouda, ale przydaje to autentyzmu jego programom. Na doświadczeniach Johna „Lofty” Wisemana zdobytych w jednostkach SAS próbują bazować szkolenia wielu polskich firm surwiwalowych. 
Informacje o surwiwalu pojawiały się w polskich periodykach takich jak Komandos czy nieistniejących: Żołnierzu Polskim i Survivalu. Książek o surwiwalu napisanych przez polskich autorów jest niewiele, do znaczących należą następujące pozycje: „Survival po polsku” Krzysztofa J. Kwiatkowskiego, „Przygotowani przetrwają. Survival miejski” (2015) oraz „Vademecum survivalowe” (2019) autorstwa Pawła Frankowskiego. Szczególną pozycją – zwłaszcza ze względu na współpracę z Lasami Państwowymi – jest „Leśny survival” (2018), którego pomysłodawcą i realizatorem był Krzysztof J. Kwiatkowski. Książka została napisana przez niego oraz pięciu autorów: Sergiusza Boreckiego, Bogdana Jaśkiewicza, Edwarda Marszałka, Andrzeja Trembaczowskiego oraz autora ukrytego pod pseudonimem Bufo Bufo. Wszyscy autorzy, prócz Edwarda Marszałka, rzecznika Krośnieńskich Lasów Państwowych, są członkami Stowarzyszenia Polska Szkoła Surwiwalu. Książkę wydało Centrum Informacyjne Lasów Państwowych.

## Obszary zainteresowania
Surwiwal skupia się na zagadnieniach związanych z przetrwaniem osobniczym. 
Działania przetrwaniowe są związane z ochroną organizmu i jego funkcjonowania, a więc z zapewnieniem:
- obecności tlenu (oddychanie)
- utrzymania poziomu energii
  - ciepłoty zewnętrznej powiązanej ze znalezieniem (budową) schronienia oraz odzieżą
  - znajomości rozpalania i utrzymywania ognia
  - ciepłoty wewnętrznej powiązanej z pokarmem (dostarczaniem kalorii) oraz jego przyrządzaniem
- utrzymania poziomu nawodnienia organizmu (zdobywanie i uzdatnianie wody)
- swobody i sprawności poruszania
- umiejętności unikania zagrożeń
- sprawności wszystkich funkcji ciała i umysłu
- sprawności funkcjonowania psychicznego i społecznego
- kontrolowania zasobów

Biorąc pod uwagę te dziedziny ludzkiej wiedzy, z których czerpie surwiwal, da się wyróżnić następujące obszary (przykłady):
- botanikę
- chemię
- fizjologię
- fizykę
- geografię
- materiałoznawstwo i obróbkę materiałów
- medycynę
- meteorologię
- myślistwo i rybołówstwo
- nawigację
- psychologię
- sztukę kamuflażu
- terenoznawstwo
- traperkę
- komunikację (komunikacja werbalna, komunikacja niewerbalna, komunikacja społeczna, alarmowanie, itp.)
- ziołolecznictwo
- zrób to sam

Elementy wiedzy i funkcjonowania surwiwalowego można znaleźć w szkoleniu oraz działalności służb i zawodów takich jak:
- siły zbrojne
- szeroko rozumiane ratownictwo (np. pożarnictwo, ratownictwo górnicze, ratownictwo morskie, ratownictwo górskie)
- lotnictwo cywilne
- marynarka handlowa i rybołówstwo
- prace wysokościowe

## Szkoła przetrwania (sztuka przetrwania) żołnierzy – definicja, badania
W 1995 roku miało miejsce zestrzelenie nad Bośnią amerykańskiego pilota wojskowego samolotu F-16C kpt. O`Grady. Pilot ten przez 6 dni ukrywał się przed wojskami serbskimi w lasach, a następnie został podjęty przez wojska własne (Marines). Jak we wspomnieniach relacjonował kpt. O`Grady, tak długie przetrwanie zawdzięcza uczestnictwu w kilkunastodniowym szkoleniu szkoły przetrwania. Przypadek ten został nagłośniony przez media, a kilka lat później bohater tych zdarzeń wydał książkę, w której opisał to zdarzenie. Zdarzenie to spowodowało istotny wzrost zainteresowania zjawiskiem szkoły przetrwania żołnierzy w Wojsku Polskim, nie tylko w wymiarze szkoleniowym, ale i badawczym.  
Wiodącym ośrodkiem naukowym, w którym zajmowano się tą problematyką, był Wojskowy Instytut Medycyny Lotniczej (WIML). Już w roku 1995 prof. prof. Kwarecki i Wasyluk opublikowali artykuł „Biologiczne i psychologiczne aspekty przygotowania do przetrwania w warunkach odosobnienia i zagrożenia życia”. Na przykładzie opisu przypadku zestrzelonego w Bośni, a następnie uratowanego pilota USA, autorzy analizowali możliwości wykorzystania tzw. metody zdarzeń krytycznych do modernizacji programów kształcenia załóg i lekarzy lotniczych pod kątem przygotowania ich do przeżycia w warunkach odosobnienia (izolacji) i zagrożenia życia.  
W dwa lata później ukazała się publikacja prof. Kaliny nawiązująca do sprawnościowego przygotowania pilotów wojskowych do przetrwania. Autor wyróżnił trzy główne kryteria (sfery) edukacyjne, tj. sfera świadomości i motywacji, sfera wiedzy, sfera dyspozycji psychofizycznych i umiejętności praktycznych. Wskazał również cztery obszary przeszkoleń pilotów wojskowych w Wojsku Polskim. W tym też roku ukazała się publikacja „Programowanie szkoleń survivalowych na podstawie pośredniej oceny możliwości przetrwania w odosobnieniu – raport z badań pilotażowych”, a następnie w 1998 roku pracownicy naukowi WIML opublikowali kolejną empiryczną pracę „Wstępna ocena możliwości przetrwania w odosobnieniu polskich pilotów wojskowych”. Na podstawie badań ankietowych stwierdzono, że tylko 22% pilotów wojskowych ujawniło co najmniej dostateczne przygotowanie do działań w odosobnieniu (izolacji).  
W roku 1997 w Akademii Obrony Narodowej obroniona została przez dr. Śpiewaka z dęblińskiej Szkoły Orląt praca doktorska „Survival w kształceniu personelu latającego”. W konsekwencji dalszych działań pracowników WIML na konferencji Polskiego Towarzystwa Naukowego Kultury Fizycznej (Sekcja Kultury Fizycznej w Wojsku), w 1999 roku w Zakopanem przedstawiono koncepcję szkoły przetrwania pilotów wojskowych. Autorzy zaproponowali pięć głównych elementów (działów) szkoły przetrwania: przetrwanie w różnych warunkach terenowych, atmosferycznych i klimatycznych; przetrwanie na wodzie; unikanie pojmania przez siły wroga; sposoby zachowania się w obozie jenieckim (w niewoli); psychologia działania w warunkach ekstremalnych.  
W roku 2001 opublikowano kolejna pracę empiryczną „Możliwości przetrwania w odosobnieniu podchorążych i kadetów lotnictwa – analiza porównawcza na tle badań pilotów wojskowych”. Na podstawie tych badań ustalono, że tylko 24,1% podchorążych i 25% kadetów spełnia łącznie kryteria odnoszące się do tzw. świadomości, wiedzy i umiejętności przetrwania.  
W 2002 roku w Polskim Przeglądzie Medycyny Lotniczej ukazała się praca „Stres a szkoła przetrwania”, odnosząca się do zagadnień psychologicznych związanych z funkcjonowaniem żołnierza w warunkach odosobnienia (izolacji). W publikacji także zdefiniowano termin szkoła przetrwania żołnierzy, (dotychczas takiej definicji nie było). 
Szkoła przetrwania żołnierzy została zdefiniowana jako wiedza i kompetencje motoryczne związane z umiejętnością radzenia sobie w sytuacjach wymuszonego odosobnienia na terenie zajętym lub kontrolowanym przez siły wrogie.
Wyróżniono dwie kategorie szkoły przetrwania żołnierzy, obejmujące wiedzę i kompetencje motoryczne związane z koniecznością, odpowiednio:
1. utrzymania życia w warunkach izolacji od sił własnych oraz innych jednostek i zbiorowości ludzkich,
2. podjęcia walki o przetrwanie z siłami, które dążą do pojmania lub pozbawienia życia

Ogólnie mówiąc, I kategoria odnosi się do zadań charakterystycznych dla tradycyjnego survivalu (m.in. pozyskiwanie wody, budowa schronień, maskowanie), a II kategoria, do walki z bronią lub bez niej (strzelania po wysiłku, walka wręcz). W roku 2004 ukazał się artykuł, w którym przedstawiono kompleksowe wyniki badań żołnierzy (różnych rodzajów) i policjantów-antyterrorystów biorących udział w teście kompetencji psychomotorycznych odzwierciedlającym działanie praktyczne w II kategorii zadań szkoły przetrwania. 
Umownie test nazwano „wielobojem survivalowym” i składał się z trzech zadań: strzelanie po wysiłku, walki paintbalowej, walki wręcz. W podsumowaniu podkreślono konieczność modyfikacji systemu szkolenia militarnego w polskiej armii pod kątem struktury i treści przygotowania do działań w warunkach odosobnienia (izolacji).
Kolejne lata badań nad zjawiskiem szkoły przetrwania, skoncentrowane były nad określeniem wpływu szkoleń na zmianę wskaźników psychomotorycznych, koordynacyjnych zdolności motorycznych, tremoru oraz biochemicznych. Takie podejście badawcze związane było ze zmianą potrzeb przygotowania psychofizycznego współczesnego żołnierza, ze względu na zmieniające się środowisko walki oraz utechnicznienie sprzętem. W artykule autor podkreślił istotne znaczenie szkoleń szkoły przetrwania w przygotowaniu żołnierzy do realizacji zadań militarnych (przygotowanie do walki).